# Yoon Jae-Young
Yoon Jae-Young (n. 5 februarie 1983, Beijing, Republica Populară Chineză) este un jucător de tenis de masă ce a reprezentat Coreea de Sud, medaliat olimpic. A participat la o ediție a Jocurilor Olimpice (2008) în care a câștigat o medalie de bronz.